# Lubawa
Lubawa (germană Löbau in Westpreußen) este un oraș în Polonia.